# 3444 Stepanian
A 3444 Stepanian (ideiglenes jelöléssel 1980 RJ2) a Naprendszer kisbolygóövében található aszteroida. Nyikolaj Sztyepanovics Csernih fedezte fel 1980. szeptember 7-én.